# 查志隆
查志隆（1534年—？），字鳴治，號紹庭，浙江海寧人，明朝政治人物，同進士出身。

## 生平
順天府尹查秉彝之侄。嘉靖三十七年（1558年）戊午科浙江鄉試第四十三名。嘉靖三十八年（1559年）登己未科三甲第二十四名進士。初授宁国府推官，丁艰服阕，补撫州府，升南驾部主事，厯员外、郎中，歷任松江府知府、安慶府知府、直隸保定府（今河北）知府，任內修葺古蓮花池，十五年八月晋天津兵备副使，十七年正月官至山東左參政。著有《山東鹽法志》、《大參集》、《天津存稿》、《皖城存稿》等。

## 家族
曾祖查益，封奉政大夫按察司僉事，祖父查繪，贈禮科給事中加贈奉直大夫，父查秉直，曾任刑部郎中。嫡母馬氏（贈宜人）、生母鄔氏。严侍下。兄志學（监生）、志譽、志文、志高、志奇（监生）、志宏（贡士）。弟查志立（礼部主事）、志宁（监生）、志完。